# Miroslav Sabev
Miroslav Sabev (* 8. října 1952, Hukovice – 15. února 2011, Ostrava) byl český malíř a grafik.

## Biografická data
Narozen 8. října 1952 v Hukovicích, zemřel 15. února 2011 v Ostravě ve věku 59 let. Miroslav Sabev byl autodidakt. Vyučený zámečník, prošel mnoha profesemi, mj. na šachtách na Moravě, na vrtech artéských studní v severní Africe. Cestoval po Evropě (Francie, Bulharsko).
Sabevova cesta k malířskému umění nebyla přímočará. Muž hřmotné postavy, upřímné povahy a pronikavého pohledu propadl v nelehkém životním období alkoholu, který jej dostal až na ulici mezi bezdomovce. V bezvýchodné životní situaci, opuštěn všemi v sobě objevil výtvarný talent, který se pro něj stal záchranným lanem. Do své smrti žil a tvořil v Ostravě. V posledních letech se zcela zbavil alkoholové závislosti, avšak za léta prožitá v bídě a za svou závislost zaplatil nalomeným zdravím a stále bojoval se zdravotními neduhy.[zdroj⁠?!] Osou jeho života se stalo malování.

## Tvorba
Miroslav Sabev patřil k těm uměleckým osobnostem (viz např. Amedeo Modigliani, Jarek Nohavica, ad.), kteří si museli sáhnout až na ono příslovečné dno, aby našel odrazový můstek k tvorbě, k životní vyrovnanosti, k náboženské reflexi a pozitivnímu vztahu k životu. To vše se odráželo v jeho tvorbě.
Jeho hlavní malířskou technikou byla malba špachtlí olejovými barvami na lepenku formátu 70x100 cm. Plocha tohoto rozměru mu dává dostatečný prostor k vyjádření umělecké myšlenky. Třebaže by byl schopen pojmout daleko větší plochy, nepotřeboval ohromovat.[zdroj⁠?!] Klíčem k jeho obrazům je prvotní imprese, stejně jako následné ztišení a zaměření se na osamocený „dialog“ s tématem obrazu. Šepsováním a nanášením mnoha vrstev olejových barev dosahuje jedinečných barevných ploch. Kombinace prolínání barevných vrstev a hranatých ploch tvořených špachtlí dodává jeho pracím impresionistický nádech (zvláště tvorba z pol. 90. let), zároveň jej však překračuje velmi expresívním, někdy až nervním dotvářením za pomocí prstů a štětců.
Velký talent prokazoval však Sabev také při kresbě grafitem. Jeho grafické portréty jdou často až na hranici jakési karikatury, ale právě tím zvýrazňuje podstatné rysy osobnosti portrétovaného.
Nejčastější témata jeho prací byly ženské akty, portréty přátel a členů rodiny, také však téma Krista, kříže.
Jeho ženské akty jsou ve většině bez obličeje. Žena v pojetí Sabeva je objektem touhy a vášně, ale také zároveň smutku a osamění. Erotika, milování je (viděno Sabevovýma očima) touha po naplnění, které se nedostavuje. Je zde však jiný druh vztahu, ve kterém lze nalézt útěchu a naplnění a tím je mystická - náboženská zkušenost. Ta se projevila nejsilněji v několika obrazech malovaných často v nejtěžších obdobích malířova života - ve vězení (Matka Tereza), na ulici (Kristus) nebo i později (cyklus Kříže).
Portrétní tvorba dosahuje u Sabeva nejsilnějších účinků právě u lidí, ke kterým má malíř hluboký vztah.[zdroj⁠?!] Mistrovská je však také jeho schopnost vystihnout fyziologické i povahové rysy při portrétování podle předlohy. Věrnost předloze a přitom osobité ztvárnění dělají z jeho portrétů vynikající díla.
Miroslav Sabev však nepřestával experimentovat, neustále hledal nové cesty pro umělecké ztvárnění jeho myšlenek, které odrážejí jeho těžké životní zkušenosti a také dobu, ve které žil.[zdroj⁠?!] Za deset let intenzívní tvorby vytvořil stovky děl.

### Samostatné výstavy
- 2011 Galerie Mlejn Ostrava, výstava s názvem Nedokončená
- 2007 Dům knihy Librex Ostrava
- 2006 Klub Atlantik, Ostrava
- 2005 Galerie Mlejn, Ostrava
- 2004 Foyer Nové radnice, Ostrava
- 2003 Kulturní dům Výškovice, Ostrava
- 2003 Foyer Nové radnice, Ostrava
- 2002 Fara českobratrského kostela, Ostrava
- 2000 Klub Atlantik, Ostrava
- 2000 Bulharský klub, Ostrava
- 1999 Televizní klub, Ostrava
- 1998 Galerie Jáma 10, Ostrava
- 1997 Galerie Magna v Červeném kříži, Ostrava
- 1996 Klub Atlantik, Ostrava

### Kolektivní výstavy
- 2005 Ostravští Ostravě, Galerie Na Hradě, Ostrava